# Mennatalla Medhat
Mennatalla Medhat (en arabe : منة الله مدحت) est une taekwondoïste égyptienne.

## Carrière
Aux championnats d'Afrique 2021 à Dakar, Mennatalla Medhat obtient la médaille d'argent dans la catégorie des moins de 53 kg, s'inclinant en finale contre la Tunisienne Chaima Toumi.